# اللواء 055
اللواء 055 أو اللواء العربي 55 هو تنظيم يعنى بحرب العصابات يتبناه تنظيم القاعدة.

## اقرًا أيضًا
- أفغان عرب
- المجاهدون العرب في الشيشان

الحروب اليوغوسلافية:
- المجاهدون البوسنيون